# Андерсон, Джордж Томас
Джордж Томас Андерсон (англ. George Thomas Anderson) (3 февраля 1824 — 4 апреля 1901) — американский офицер, генерал армии Конфедерации во время гражданской войны. Участвовал почти во всех сражениях на востоке, от Йорктауна до Аппоматтокса. Имел прозвище «Tige», и считался одним из самых решительных командиров в армии генерала Ли.

## Ранние годы
Андерсон родился в Ковингтоне, штат Джорджия и окончил Университет Эмори, после чего служил лейтенантом джорджианской кавалерии во время мексиканской войны. После войны он женился на Элизабет Рамней, семья которой занималась фермерством.
В 1855 он был зачислен в кавалерию регулярной армии, но уволился оттуда в 1858 году.

## Гражданская война
Когда началась война, Андерсон вступил в армию Конфедерации, чтобы защищать свой родной штат. Он стал полковником 11-го джорджианского пехотного полка, и был вместе с полком направлен под Манассас, однако опоздал к первому сражению при Булл-Ран. Впоследствии он принял участие в кампании на полуострове, участвовал в сражении при Йорктауне и командовал бригадой в Семидневной Битве.
Во время Северовирджинской кампании Андерсон оставался в звании полковника, хотя командовал бригадой в дивизии Дэвида Джонса. Его бригада состояла из 1-го, 7-го, 8-го, 9-го и 11-го джорджианских полков. Андерсон участвовал во втором сражении при Бул-Ране, он прибыл на поле боя вместе со всем крылом Лонгстрита и участвовал во фланговой атаке, которая привела к разгрому федеральной армии.
Во время сражения у Южной Горы бригада Андерсона все ещё числилась в составе дивизии Джонса, но была направлена помогать генералу Худу оборонять ущелье Фокса и отступила к Шарпсбергу вместе с Худом. Во время сражения при Энтитеме Андерсон снова помогал дивизии Худа. Сперва его бригада стояла на правом фланге армии, но в 07:30 её перебросили на усиление Худа и в 09:00 она участвовала в атаке у церкви Данкер-Черч.
1 ноября 1862 года ему было присвоено звание бригадного генерала.
В декабре 1862 года бригада Андерсона была переведена в дивизию Джона Худа и приняла участие в сражении при Фредериксберге, где всерьез задействована не была. Весной 1863 года он пропустил сражение при Чанселорсвилле, поскольку находился в Суффолке, вместе с другими дивизиями Лонгстрита. Во время Геттисбергской кампании Андерсон сражался под командованием Худа и участвовал в сражении при Геттисберге 2 июля 1863 года. Его бригада атаковала позиции северян у Берлоги Дьявола и на Уитфилде, при этом была отбита и сам Андерсон ранен. В том бою было задействовано четыре полка, 1497 человек. Из них 47 % было убито, ранено и взято в плен. 8-й джорджианский полк потерял 172 человека из 312, 9-й джорджианский потерял 189 из 340, 11-й джорджианский — 201 из 310, и 59-й джорджианский — 142 из 525.
После этого боя бригада была отведена на правый фланг армии, где 3 июля участвовала в отражении атаки Килпатрика.
После ранения Андерсон несколько месяцев выздоравливал в Чарльстоне, поэтому не принял участие в экспедиции Лонгстрита на запад и в сражении при Чикамоге. Он присоединился к Лонгстриту только в октябре 1863 года, во время осады Ноксвилла. Весной 1864 он принял участие в сражениях Оверлендской кампании, где его бригада числилась в дивизии Чарльза Филда. Во время битвы в Глуши он участвовал в знаменитой контратаке Лонгстрита, которая спасла от разгрома корпус Эмброуза Хилла. На поле боя при Спотсильвейни бригада Андерсона прибыла одной из первых, и заняла позиции на холме Лоурелл-Хилл, которые удерживала все шесть дней. При Колд-Харборе он удерживал левый фланг позиций корпуса Ричарда Андерсона.
Позже он участвовал в обороне Петерсберга, а после сдачи Петерсберга отступил с остатками армии к Аппоматтоксу, где и капитулировал 9 апреля.

## Послевоенная деятельность
После войны Андерсон занялся арендой железнодорожных составов, а также служил шефом полиции в Атланте. Позже он переселился в Аннистон в Алабаме, служил там шефом полиции и налоговым инспектором. Он умер в Аннистоне в 1901 году и был похоронен на Эджмонтском кладбище.